# Nano-ITX

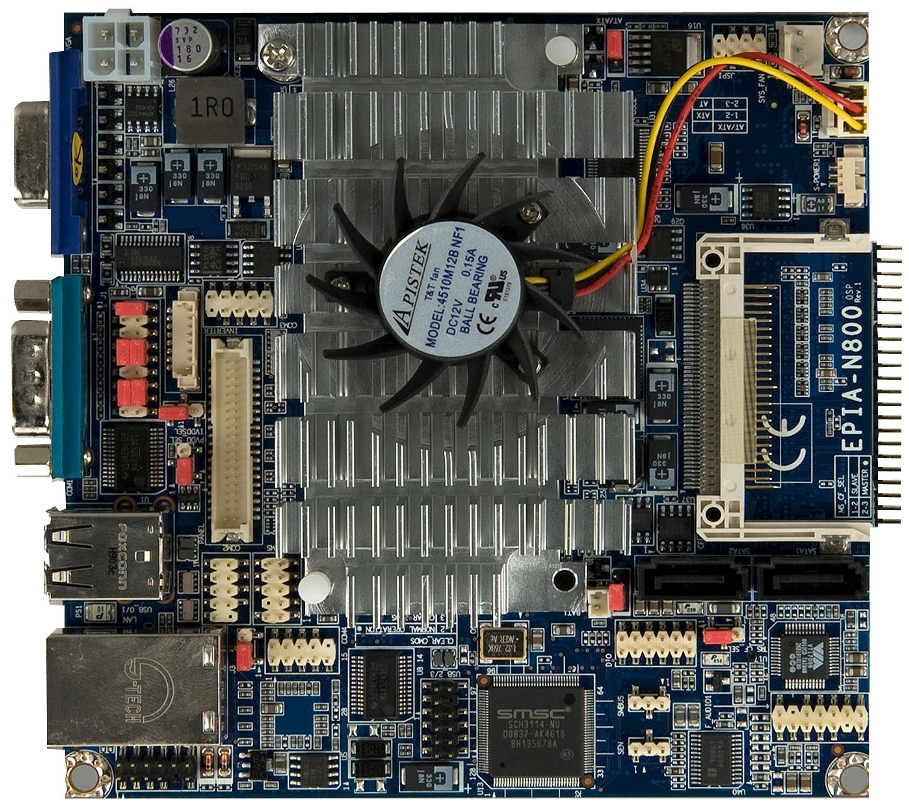
Una scheda madre VIA EPIA in formato Nano-ITX

Il Nano-ITX è un formato di scheda madre a basso consumo di 12 x 12 cm proposto da VIA Technologies nel marzo 2003 al CeBIT e implementato a fine 2005.
Le schede madri Nano-ITX sono completamente integrate, contengono tutte le periferiche necessarie al funzionamento, il loro consumo è estremamente basso e vengono utilizzate in dispositivi intelligenti per intrattenimento come PVR set-top-boxes, media center, carputers e client "thin" (terminali).
Attualmente esistono quattro linee di prodotto Nano-ITX, VIA EPIA N, EPIA NL, EPIA NX, e VIA EPIA NR. Le velocità dei processori sono di 533 MHz, 800 MHz, 1 GHz, 1.2 GHz, e 1.5 GHz.